# Wim Van Gansbeke
Wim Van Gansbeke (Brakel, 4 februari 1938 - Ukkel, 16 februari 2008) was een Vlaams theatercriticus, dramaturg en acteur.

## Biografie
Hij studeerde Germaanse talen aan de Rijksuniversiteit Gent. Van 1962 tot 1989 werkte hij als presentator, en later als programmasamensteller, bij de toenmalige BRT-Radio. In 1976 ging hij aan de slag als producer van het cultuurprogramma 'Happening' bij Omroep Brabant, (tegenwoordig Radio 2). In 1987 stapte hij over naar Studio Brussel. In 1989 stapte Van Gansbeke over naar de krant De Morgen, waar hij tot 1994 werkzaam zou blijven. In deze periode werd hij een van de meest toonaangevende Vlaamse theatercritici. Hij had een scherpe pen en was soms hard, maar altijd rechtvaardig in zijn oordeel. Ook was hij een grote verdediger van de vernieuwing in het theater.
Op verzoek van Hugo Van den Berghe, toenmalig directeur bij het Nederlands Gezelschap Gent, NTG, werd Van Gansbeke er dramaturg. Hij oefende deze functie uit van 1994 tot 1997. In 1998 ging hij aan het werk als prospector bij Het Toneelhuis. In 2000 nam Wim Van Gansbeke afscheid van de theaterwereld en vertrok met zijn vriendin naar het Zuid-Franse Mauzac waar hij samen met zijn vriendin een Bed and Breakfast begon.
Tijdens zijn carrière stond Wim Van Gansbeke drie maal zelf op het toneel:
- 'Merkwaardige Paren van Blauwe Maandag Compagnie in 1985
- 'Anna Blume hat ein Vogel' van Theater Zuidpool in 1998
- 'Sulla en de Mus' van Victoria, geschreven door Josse De Pauw in 2004

Samen met Herman Selleslags maakte hij in 2003 een boek over Julien Schoenaerts.
In februari 2008 vierde Wim Van Gansbeke zijn 70e verjaardag. Dit was tevens een afscheid. Op 16 februari van dat jaar overleed hij aan kanker.

## In populaire cultuur
- Hij heeft een cameo als kapper die deeltijds toneelkritieken schrijft in het Kiekeboealbum Moet er nog sneeuw zijn?.